# QF 4.7 in Mk. I-IV
Il QF 4.7 in Mk. I-IV è stato un cannone navale, costiero e campale di produzione britannica, adottato in seguito da alcune altre nazioni come l'Impero giapponese e il Regno d'Italia. La denominazione indica che si trattava un'arma a tiro rapido (Quick-Firing in inglese) del calibro di 4,7 pollici (in realtà 4.724 pollici, corrispondenti a 120 millimetri), prodotto nei modelli I, II, III e IV.

## Sviluppo e impiego

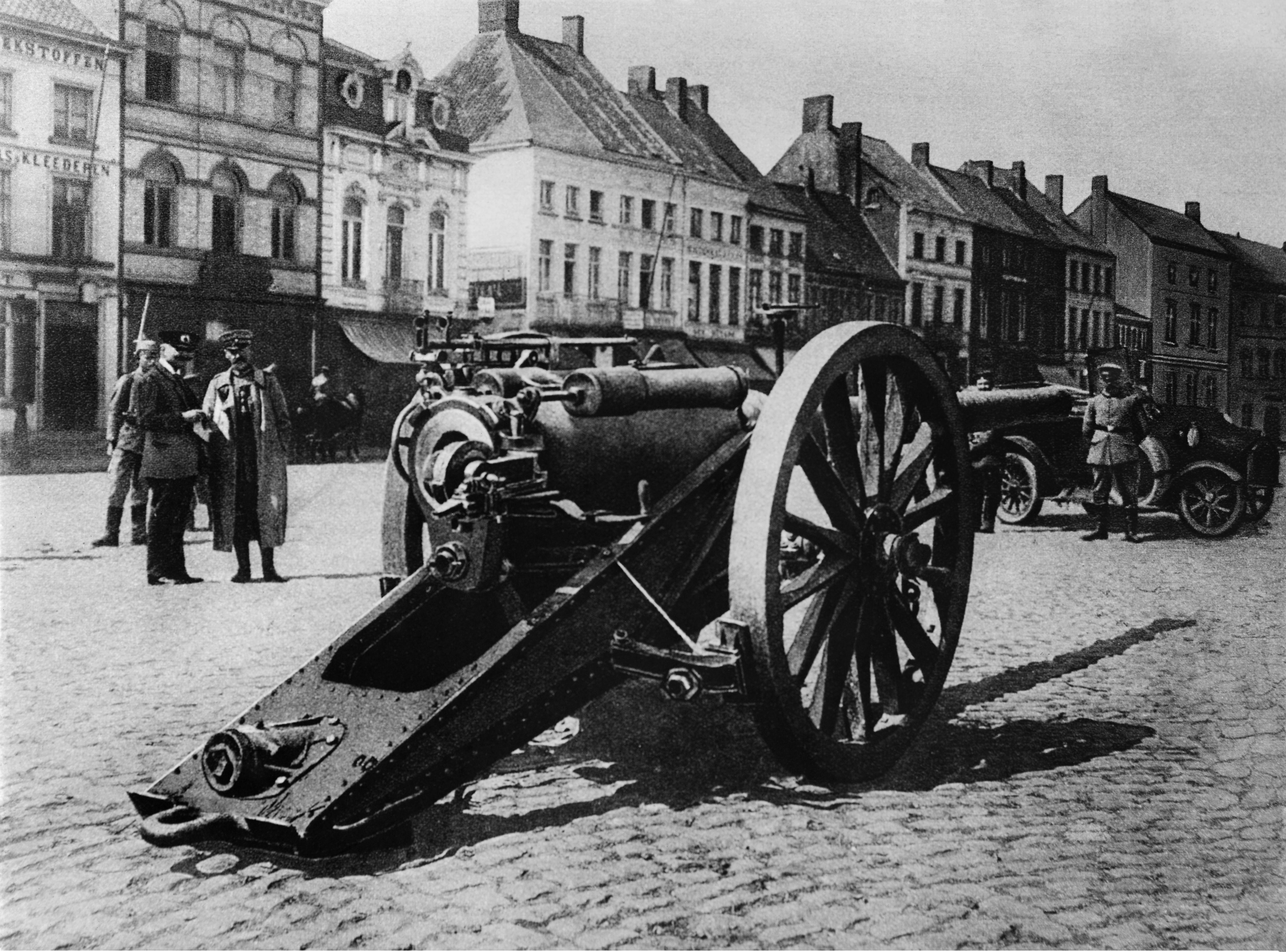
Cannone QF 4.7 in su affusto "Woolwich" catturato in Belgio

Il cannone fu sviluppato nel 1885 dalla EOC, parte della Armstrong Whitworth ed era principalmente destinato all'esportazione. Dei 154 Mark I, 91 Mark II, 338 Mark III e 584 Mark IV prodotti la Royal Navy ne ricevette comunque 776, impiegati si come pezzo imbarcato che, a partire dalla prima guerra mondiale fino alla seconda, in installazione fissa costiera. Durante la seconda guerra boera, poiché le truppe britanniche erano prive di artiglierie pesanti in Sudafrica, alcuni pezzi costieri furono incavalcati su affusti improvvisati ed impiegati in battaglia da personale della marina. Questi stessi pezzi furono impiegati contro i tedeschi nella campagna dell'Africa Tedesca del Sud-Ovest durante la prima guerra mondiale. Nello stesso periodo e con soluzioni simili, il QF 4.7 venne impiegato dagli australiani dell'ANZAC a Gallipoli e dagli inglesi sul fronte macedone ed in quello occidentale per il fuoco di contro-batteria. Come cannone navale fu anche acquisito e prodotto su licenza dal Giappone, dove era denominato 4.7 in/40 Type 41 (12 cm/40 Type 41 dopo il passaggio al sistema metrico).

### Italia
- granata da 120/25-40 a b. p. (bocchino posteriore): corpo bomba in acciaio, carica in tritolo o pertite o miscela binitrofenolo-tritolo (MBT), peso: 23,6-24,2 kg
- granata di ghisa acciaiosa da 120/25-40-50: corpo bomba in ghisa acciaiosa, carica in nougat, peso 24,9 kg
- shrapnel da 120: corpo bomba in acciaio, pallette in piombo-antimonio, peso: 24 kg

Il cannone fu impiegato anche dal Regno d'Italia, presso le cui forze armate era conosciuto come Cannone da 120/40 (120/40 RE per il Regio Esercito). Nella versione navale, con i Mod. 1889, Mod. 1891 e Mod. 1893  armò, fino agli anni venti, sia incrociatori che diverse classi di cacciatorpediniere (Classe Audace, Classe Regioni, Classe Indomito). Durante la seconda guerra mondiale, venne usato per armare gli incrociatori ausiliari (come le RAMB) e fu impiegato in installazione fissa dalle batterie della MILMART, del Regio Esercito e della Guardia alla Frontiera.